# Публилий Сабин
Публилий Сабин (на латински: Publilius Sabinus; Publius Sabinus) е политик на Римската империя от 1 век по времето на император Вителий. Произлиза от плебейската фамилия Публилии.
През 69 г. той е преториански префект с Лициний Прокул след Корнелий Лакон и Плотий Фирм. Сменен е от Юлий Приск.